# Mestre de Calamarca

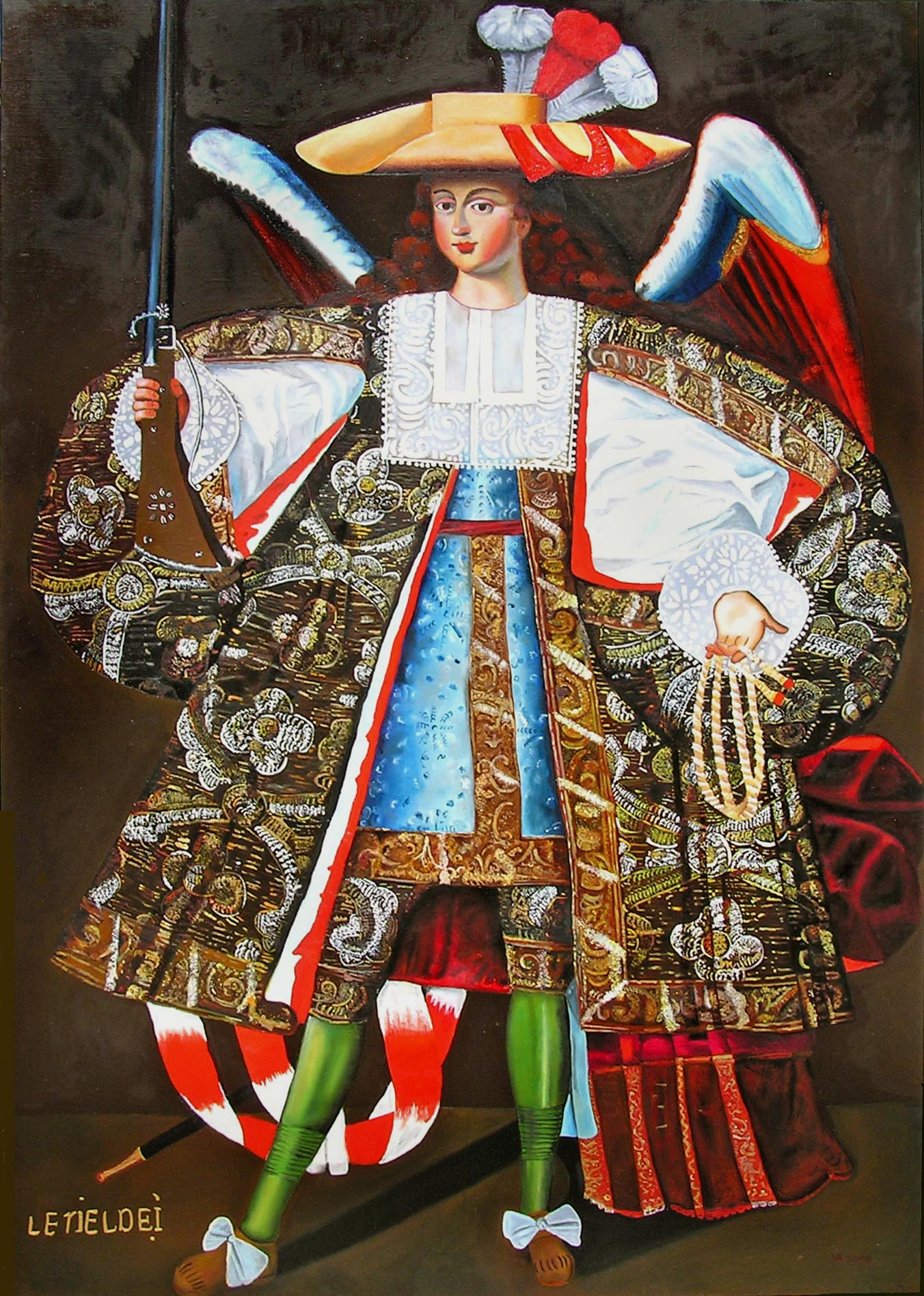
Anjo Letiel na Catedral de Calamarca, na Bolívia

O Mestre de Calamarca (nome verdadeiro José López de los Ríos,) foi um artista boliviano que criou duas séries de anjos pintados a óleo sobre tela e expostos nas paredes de uma igreja católica em Calamarca, Bolívia, no departamento de La Paz. Suas obras eram estilisticamente próximas às do artista Leonardo Flores, de La Paz.
A igreja de Calamarca contém dois conjuntos de anjos, provavelmente criados pela mesma pessoa. O primeiro contém Anjo arcabuzeiros militantes empunhando armas de fogo, com o nome de cada anjo escrito claramente na parte inferior; as pinturas da igreja de Calamarca são os exemplos mais renomados e definitivos do tipo anjo arcabucero e dos tipos de anjos bolivianos em geral. O segundo conjunto retrata anjos andróginos vestindo capas esvoaçantes, elaborados vestidos curtos femininos de estilo europeu e botas militares romanas. Eles não são assinados, mas cada um carrega um objeto que identifica o sujeito exclusivamente como um dos Arcanjos de Palermo. De acordo com uma tradição originária da Palermo medieval, esses eram sete arcanjos, venerados na Espanha, embora apenas três fossem reconhecidos pela Igreja. 

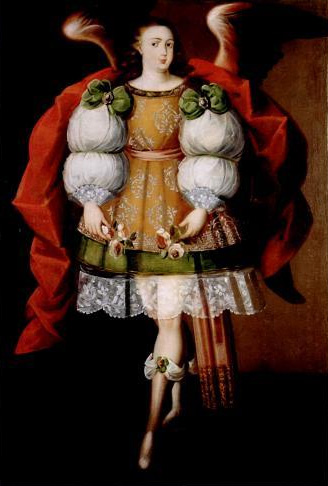
Angel Barachiel
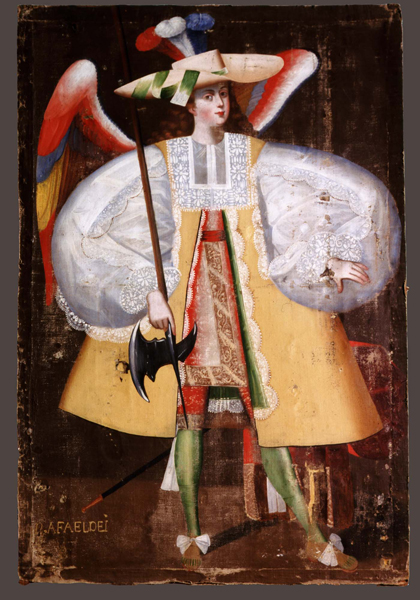
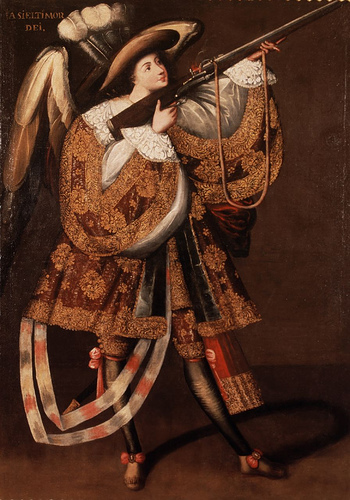

## Veja Também
- Anjo arcabuzeiro
- Escola de Cuzco
- Barroco espanhol
- Pintura barroca espanhola

 Media relacionados com Mestre de Calamarca no Wikimedia Commons

## References
1. ↑  «Master of Calamarca, Angel with Arquebus (article) | Khan Academy». Khan Academy. Consultado em Feb 16, 2021 Verifique data em: |acessodata= (ajuda)
2. ↑  Rishel, Stratton, p. 423
3. ↑  Rishel, Stratton, p. 422

## Sources
- Joseph J. Rishel, Suzanne L. Stratton (2006). The Arts in Latin America, 1492-1820. [S.l.]: Yale University Press. ISBN 978-0-300-12003-5
- Donahue-Wallace, Kelly (2008). Art and architecture of viceregal Latin America, 1521-1821. [S.l.]: UNM Press. ISBN 978-0-8263-3459-6
- Walsham, Alexandra (2006). Angels in the early modern world. [S.l.]: Cambridge University Press. ISBN 978-0-521-84332-4
- Thomas DaCosta Kaufmann (2004). Toward a geography of art. [S.l.]: University of Chicago Press. ISBN 978-0-226-13311-9